# Hico, Texas
Hico là một thành phố thuộc quận Hamilton, tiểu bang Texas, Hoa Kỳ. Năm 2010, dân số của xã này là 1379 người.

## Dân số
- Dân số năm 2000: 1341 người.
- Dân số năm 2010: 1379 người.